# Neastacilla scabra
Neastacilla scabra är en kräftdjursart som beskrevs av Nunomura 2006. Neastacilla scabra ingår i släktet Neastacilla och familjen Arcturidae. Inga underarter finns listade i Catalogue of Life.